# Bousigonia
Bousigonia es un género de plantas con flores con tres especies perteneciente a la familia Apocynaceae.
Es originario del sudeste de Asia desde el sur de China hasta Indochina.

## Taxonomía
El género  fue descrito por Jean Baptiste Louis Pierre y publicado en Bull. Mens. Soc. Linn. Paris sér. 2, i. (1898) 35

## Especies
- Bousigonia angustifolia
- Bousigonia mekongensis
- Bousigonia tonkinensis